# Bni Marghnine
Bni Marghnine (franska: Bni Marghnine (CR), Bni Marghnine (Commune Rurale), arabiska: بن الطيب) är en kommun i Marocko.   Den ligger i provinsen Driouch och regionen Oriental, 300 km öster om huvudstaden Rabat. Antalet invånare är 7 158.